# 石洲
石洲（英語：Shek Chau）是香港新界大嶼山西南部的索罟群島之中的其中一個島嶼，處於水口半島對出的海域。石洲位於群島的西部偏中間的位置，其東面為圓洲之間。